# سوسن بوسنیایی
سوسن بوسنیایی (نام علمی: 'Lilium bosniacum') نام یکی از گونه‌های سردهٔ گل سوسن است. رنگ آن طلایی رنگ و بومی کشور بوسنی و هرزگوین است.
سوسن بوسنیایی گل ملی کشور بوسنی و هرزگوین است.